# Gingidiobora subobscurata
Gingidiobora subobscurata är en fjärilsart som först beskrevs av Walker 1862b.  Gingidiobora subobscurata ingår i släktet Gingidiobora och familjen mätare. Inga underarter finns listade i Catalogue of Life.